# Prawitz Öberg
Hartwig Edmund Prawitz Öberg (16. november 1930 - 4. november 1995) var en svensk fodboldspiller (forsvarer) og –træner, der vandt sølv med Sveriges landshold ved VM 1958 på hjemmbane. Han kom dog ikke på banen i nogen af svenskernes seks kampe i turneringen. I alt nåede han at spille 26 landskampe og score fem mål.
På klubplan repræsenterede Öberg Malmö FF. Han vandt både det svenske mesterskab og en udgave af Svenska Cupen med holdet. I 1962 vandt han Guldbollen, titlen som årets fodboldspiller i Sverige.
Allsvenskan
- 1953 med Malmö FF

Svenska Cupen
- 1954 med Malmö FF